# 法爾克內爾峰
46°11′36″N 10°54′17″E / 46.19333°N 10.90472°E
法爾克內爾峰（義大利語：Cima Falkner），是意大利的山峰，位於該國北部，由特倫托自治省負責管轄，屬於布倫塔山脈的一部分，海拔高度2,988米，每年平均降雨量1,357毫米。